# Bhutaniella scharffi
Bhutaniella scharffi is een spinnensoort in de taxonomische indeling van de jachtkrabspinnen (Sparassidae).
Het dier behoort tot het geslacht Bhutaniella. De wetenschappelijke naam van de soort werd voor het eerst geldig gepubliceerd in 2005 door Vedel & Peter Jäger.